# Niemand heeft nog tijd
Niemand heeft nog tijd is een single van Mrs. Einstein.

## Achtergrond
Mrs. Einstein waren de enige artiesten die uitgenodigd werden voor het Nationaal Songfestival 1997. Ze zongen zes liederen waarvan de top 3 (Niemand heeft nog tijd, Toen de aarde stilstond en Dat liefde zo moet zijn) qua punten nauwelijks een onderscheid kregen. Niemand heeft nog tijd won nipt en daarmee toog Mrs. Einstein naar het Eurovisiesongfestival 1997. Het werd geen succes, het lied eindigde op de 22e plaats in een veld van vijfentwintig. Het was een tegenvaller want de dames hadden het lied ook in het Engels (Running out of time) en Duits (Niemand hat mehr Zeit) opgenomen. Achteraf gaven de dames toe niet geheel tevreden te zijn geweest met het lied. Dick Bakker vroeg zich af of de manier van stemmen nog wel genoeg garantie gaf voor hoge ogen op een Eurovisiesongfestival.
Mrs. Einstein bestond ten tijde van de opname voor deze single uit:
- Saskia van Zutphen
- Paulette Willemse
- Suzanne Venneker (deed al eerder mee, Nationaal Songfestival 1984 in Vulcano)
- Linda Snoeij
- Marjolein Spijkers

Andere zaken:
- Ed Hooijmans – tekst- en muziekschrijver
- Dick Scheepbouwer – muziekproducent (eerder betrokken bij Kayak en Earth & Fire)
- Gerbrand Westveen – arrangement voor orkest (o.a. saxofonist bij Het Goede Doel)
- Metropole Orkest onder leiding van Dick Bakker

## Hitnotering

### Nederlandse Top 40
Het kwam niet verder dan drie weken tipparade

### NederlandseSingle Top 100
| Positie: | 74 | 65 | 70 | 73 | 78 | 82 | 75 | 75 | uit |

1956: De vogels van Holland / Voorgoed voorbij · 1957: Net als toen · 1958: Heel de wereld · 1959: 'n Beetje · 1960: Wat een geluk · 1961: Wat een dag · 1962: Katinka · 1963: Een speeldoos · 1964: Jij bent mijn leven · 1965: 't Is genoeg · 1966: Fernando en Filippo · 1967: Ring-dinge-ding · 1968: Morgen · 1969: De troubadour · 1970: Waterman · 1971: Tijd · 1972: Als het om de liefde gaat · 1973: De oude muzikant · 1974: Ik zie een ster · 1975: Ding-a-dong · 1976: The party's over · 1977: De mallemolen · 1978: 't Is O.K. · 1979: Colorado · 1980: Amsterdam · 1981: Het is een wonder · 1982: Jij en ik · 1983: Sing me a song · 1984: Ik hou van jou · 1986: Alles heeft ritme · 1987: Rechtop in de wind · 1988: Shangri-la · 1989: Blijf zoals je bent · 1990: Ik wil alles met je delen · 1992: Wijs me de weg · 1993: Vrede · 1994: Waar is de zon · 1996: De eerste keer · 1997: Niemand heeft nog tijd · 1998: Hemel en aarde · 1999: One good reason · 2000: No goodbyes · 2001: Out on my own · 2003: One more night · 2004: Without you · 2005: My impossible dream · 2006: Amambanda · 2007: On top of the world · 2008: Your heart belongs to me · 2009: Shine · 2010: Ik ben verliefd (sha-la-lie) · 2011: Never alone · 2012: You and me · 2013: Birds · 2014: Calm after the storm · 2015: Walk along · 2016: Slow down · 2017: Lights and shadows · 2018: Outlaw in 'em · 2019: Arcade · 2020: Grow · 2021: Birth of a new age · 2022: De diepte · 2023: Burning daylight · 2024: Europapa